# جون إي. بوش
جون إي. بوش (بالإنجليزية: John Edward Bush)‏ هو محرر أمريكي، ولد في 15 فبراير 1842 في هونولولو في الولايات المتحدة، وتوفي بنفس المكان في 28 يونيو 1906.